# Video Rewind
Video Rewind is een compilatievideo van The Rolling Stones. Het bevat videoclips opgenomen tussen 1972 en 1984.

## Nummers
- Midnight Rambler - van ‘Cocksucker Blues’-movie

1. She Was Hot - promo 1984
2. She’s So Cold - promo 1980
3. Emotional Rescue - 1980
4. Waiting on a Friend - promo 1981
  - Interview met Keith Richards (Norman Gunston Show Australian TV ‘78)
  - (I can't get no) Satisfaction - Hampton 18.12.81
5. Angie - promo 1973 (versie 1)
6. Brown Sugar - live mix 1972/76/81
  - van de ‘Cocksucker Blues’- movie 1972
7. Neighbours - promo 1981
8. Too Much Blood - promo 1984
9. It’s Only Rock’n Roll - promo 1974
  - Interviews met Charlie Watts, Keith Richards en Ron Wood (20/20 US TV 1978)
10. Miss You - promo 1978
11. Undercover of the Night - promo 1983 (versie 2)
12. Start Me Up - live mix 1981/82 (Hampton 81, Leeds 82)
  - Interview met Mick Jagger (na de show in Memphis ‘78) (N. Gunston Show 1978)
  - + een paar korte filmpjes door de jaren heen.